# Перри, Брендан
Бре́ндан Майкл Пе́рри (англ. Brendan Michael Perry; род. 30 июня 1959, Лондон, Великобритания) — британский музыкант-мультиинструменталист, вокалист и композитор, получивший международную известность как участник и создатель музыкального коллектива Dead Can Dance в сотрудничестве с  Лизой Джеррард.

## Биография
В 1992 году Брендан приобрёл в Ирландии заброшенное церковное здание Quivy Church и оборудовал его как студию звукозаписи, ставшую творческой лабораторией для Перри и его проектов.
В 1997 году Перри создал музыку к художественному фильму «Sunset Heights».
В октябре 1999 года вышел в свет первый сольный альбом Брендана «Eye of the Hunter» («Глаз охотника») на лейбле 4AD. Альбом отходил от привычного для слушателей звучания Dead Can Dance: Перри выступал как автор-исполнитель песен, и основной акцент в альбоме был сделан на звучании акустических музыкальных инструментов. Вместе с тем, характерные манера пения и тексты песен способствовали в целом позитивной реакции слушателей и критики на альбом.
В 2010 году был издан альбом «Ark» («Ковчег») на лейбле Cooking Vinil с преимущественно электронным звучанием и развернутыми аранжировками электронных струнных инструментов и более близкий по настроению к работам Dead Can Dance.
В ходе концертного турне 2010 г. Брендан Перри выступил в Петербурге и Москве.
В 2016 году церковное здание Quivvy Church, служившее как студия звукозаписи для многих альбомов DCD, выставлено на продажу за 200 тысяч Евро.
В 2017 году Брендан Перри принял участие в проекте французского скрипача и композитора Olivier Mellano. Оливье пригласил бретонский багад Bagad de Cesson-Sevigne. Проект под названием No Land отличается оркестром волынок, отыгрывающим странные, не совсем традиционные музыкальные стили и поддерживаемый синтезаторами. Брендан Перри занял роль вокалиста.

## Дискография
Дискография Брендана Перри с «Dead Can Dance»: см. Dead Can Dance
- 1999 Eye Of The Hunter
- 2010 Ark
- 2020 Songs of Disenchantment: Music from the Greek Underground